# Diospyros nilagirica
Diospyros nilagirica är en tvåhjärtbladig växtart som beskrevs av Richard Henry Beddome. Diospyros nilagirica ingår i släktet Diospyros och familjen Ebenaceae. Inga underarter finns listade i Catalogue of Life.